# Zaharia (tatăl lui Ioan Botezătorul)

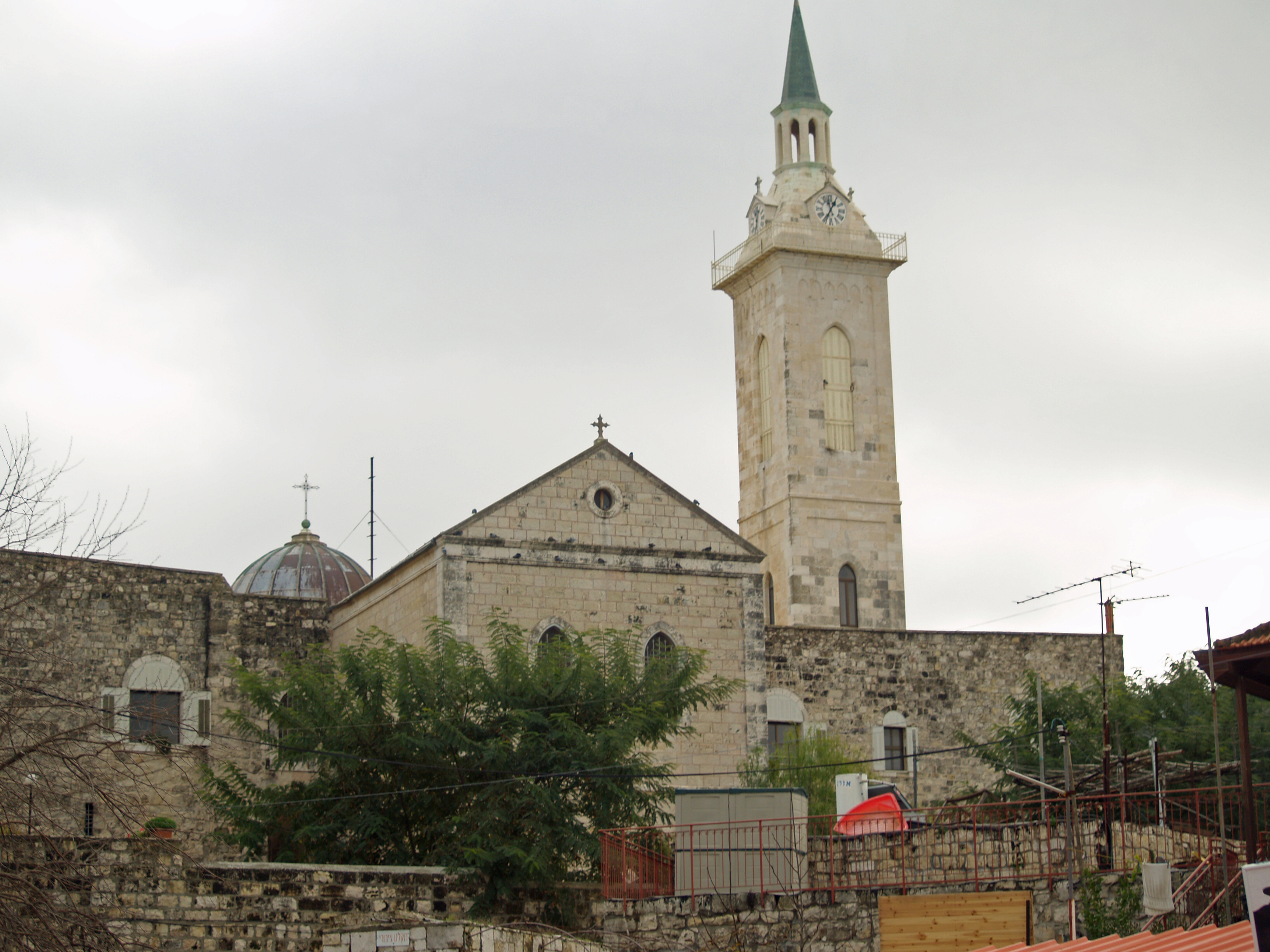
Mănăstirea “Sf.Ioan Botezătorul” din Eim Kerem, Israel

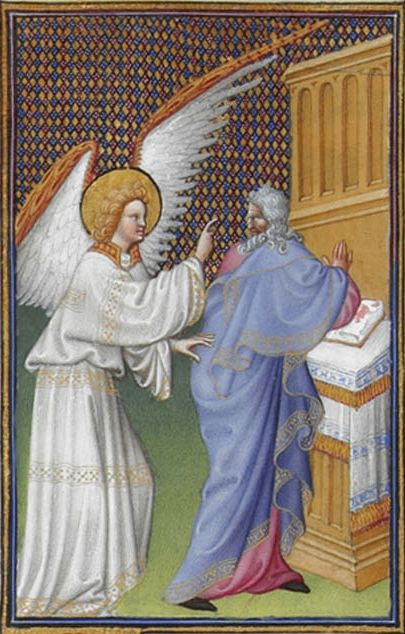
Arhanghelul Gabriel apărând înaintea lui Zaharia

Zaharia este un personaj biblic, tatăl lui Ioan Botezătorul. Potrivit Evangheliei după Luca lui Zaharia i s-a arătat la bătrânețe Arhanghelul Gabriel, în timp ce Zaharia își efectua serviciul în Templul din Ierusalim. Îngerul i-a spus că Elisabeta, soția lui, va naște un copil. Întâlnirea cu îngerul a provocat muțenia lui Zaharia, acesta nemaiputând binecuvânta poporul adunat în fața templului (Luca 1, 67-79). Evanghelia după Luca se încheie cu episodul în care Isus binecuvântează poporul la Ierusalim după învierea sa din morți (Luca 24, 36-53).
În Coran Zaharia (arabă : زكريا; Zakariya) are un rol similar ca tatăl lui Ioan Botezătorul și îl dispune alături de Ioan Botezătorul și Isus drept profet și rolul său ca unul dintre oamenii lui Dumnezeu este frecvent menționat în versete din Coran. 
Elisabeta și Zaharia au locuit în satul En Kerem (Ein Kerem, Ein Karem, Ain Karim) ceea ce înseamnă „Izvorul viei“, la 4-5 km vest de Ierusalim. In vechime, satul era o așezare cananeită, dezvoltată în jurul izvorului de la care satul a primit numele. Satul este identificat ca "Beit Hakerem" încă din perioada israelită.
Mănăstirea „Sf.Ioan Botezătorul“ din Ein Kerem este construită deasupra locului unde se crede că s-ar fi născut Ioan Botezătorul, iar biserica „Visitatio Mariae“ pe locul fostei case a perechii Elisabeta și Zaharia, unde Maria (mama lui Isus) ar fi vizitat-o pe verișoara Elisabeta. 
Într-o vale de lângă Ein Kerem există și o mică mănăstire ("Sf.Ioan în sălbăticie"), pe locul unde Ioan Botezătorul ar fi petrecut câțiva ani. 
În Biblie nu se face nici o referire la moartea lui Zaharia și la locul unde s-ar putea afla mormântul său. In Evanghelia după Luca este descris ca fiind un om în vârstă, din casta preoțească a lui Abijah. Într-o zi, în timp ce ardea tămâie în Templu, un înger i-ar fi spus că soția sa, Elisabeta, va da naștere unui fiu, care, mai târziu, va deveni un important personaj. 
Istoricul evreu Iosephus Flavius a scris că un preot care purta numele Zaharia a fost ucis chiar în Templu de către zeloți, și, apoi, aruncat în Valea Kidron din Ierusalim. 
Conform tradiției creștine, Elisabeta si Zaharia ar fi înmormântați în localitatea Sebastia, la cca 15 km nord-vest de Nablus (în Cisiordania, teritoriu administrat actualmente de Autoritatea Națională Palestiniană). Cu toate acestea, tradiția musulmană spune că mormântul lui Zaharia se află în Marea Moschee din Alep, Siria.
O inscripție în limba greacă referitoare la Zaharia a fost descoperită nu demult la poalele Muntelui Măslinilor din Ierusalim: "Acesta este mormântul lui Zaharia, martir, preot foarte pios, tatăl lui Ioan". Cercetătorii care au făcut descoperirea nu pot însă să afirme cu certititudine că tatăl personajului biblic este cu adevărat înmormântat în acel loc, deasupra căruia se ridică un monument funerar înalt de 18 m.